# Parelictis salenta
Parelictis salenta là một loài bướm đêm thuộc phân họ Arctiinae, họ Erebidae.